# Isla Texada
La isla Texada (pronunciado [teˈxaða]) o Tejada es una pequeña isla de Canadá, la mayor de las islas pertenecientes del grupo de islas del Golfo Septentrionales. Se encuentra en el estrecho de Georgia, entre la isla de Vancouver y la costa del pacífico de la Columbia Británica. En ella reside una pequeña comunidad de 1 129 habitantes según el censo de 2001. Tiene una superficie de 301 km², lo que la convierte en la mayor isla del archipiélago y en la 92.ª isla de Canadá. Tiene una longitud, en dirección NO-SE, de unos 50 km y una anchura media de 10 km. 
Otras islas del archipiélago son las islas Lasqueti, Jedediah, Harwood, las islas Nelson. Hernando y las islas Savary. Texada está separada de la parte continental y de la isla de Nelson por el estrecho de Malaspina, al noreste, y está separada de la isla de Lasqueti por el canal Sabine, en su flanco suroeste. Frente a su extremo noroeste se encuentra la Isla Harwood, separada por el canal Algerine. La isla está flanqueado por el estrecho de Georgia en 3/4 de la ribera occidental. 

## Historia
Texada fue nombrada por el navegante y explorador español José María Narváez (1768-1840) en honor de Félix de Tejada, un vicealmirante español durante la expedición de 1791 comandada por Francisco de Eliza. Narváez dio el nombre de isla de Texada a la que ahora se llama isla Lasqueti e islas de San Félix a la actual isla Texada. Los mapas realizados por Eliza y Juan Carrasco a finales de 1791 trasladaron el nombre de «Texada» a la posición de la actual isla de Texada.
Un siglo más tarde en el extremo norte de la isla se convirtió en un puerto pesquero. Durante algunos años, las ballenas jorobadas eran descuartizadas en la playa, lo que hizo que esta fuera conocida como Blubber Bay (bahía de la grasa). Las ballenas grises emigran desde California hasta Alaska pasando por la isla Texada. Doce tiburones peregrinos fueron sacrificados por deporte en Blubber Bay en 1947.